# Conor McGregor
Conor Anthony McGregor (* 14. Juli 1988 in Dublin) ist ein irischer Mixed-Martial-Arts-Kämpfer bei der UFC. Er ist ehemaliger UFC Lightweight Champion und UFC Featherweight Champion sowie ehemaliger Cage Warriors Featherweight und Lightweight Champion.

## Anfänge
McGregor wurde im Dubliner Stadtteil Crumlin als Sohn von Tony und Margaret McGregor geboren. Als Kind begeisterte er sich für Fußball und spielte bis zu seinem 12. Lebensjahr beim örtlichen Verein Lourdes Celtic Football Club. Im Alter von 12 Jahren begann er Boxen zu trainieren, mit 15 dann Kickboxen und Jiu Jitsu.
Nach seinem Schulabschluss hielt sich McGregor erst mit Gelegenheitsjobs über Wasser und fand dann eine feste Arbeitsstelle als Klempner. 2006 lernte er den UFC-Kämpfer Tom Egan kennen, mit dem er sich anfreundete und anfing, MMA zu trainieren. Obwohl er bis zu 12 Stunden täglich arbeitete, gelang es ihm, mehrmals in der Woche für mehrere Stunden zu trainieren.
Am 17. Februar 2007 debütierte er als 18-Jähriger in einem Amateurkampf gegen Kieran Campbell, den er durch technischen K.O. gewann. Nach dem Kampf unterbreitete ihm die irische MMA-Organisation Irish Cage of Truth Promotion ein Vertragsangebot, welches McGregor annahm. 2008 begann er unter John Kavanagh zu trainieren. Aufgrund des großen Trainingsaufwands musste McGregor seine Stelle als Klempner aufgeben und war für die nächsten zwei Jahre als Arbeitsloser registriert. In seinem Bekanntenkreis ließ er verlauten, dass er bis zu seinem 25. Geburtstag Millionär werden würde.

## Karriere in Irland
McGregor absolvierte seinen ersten Profikampf am 9. März 2008 in Dublin gegen Gary Morris, den er durch technischen K.O. gewann. Er galt zu dieser Zeit als sehr guter Striker, der jedoch große Schwächen im Bodenkampf hatte. Nachdem McGregor anfangs entgegen dem Rat seines Trainers nicht an seiner Bodenkampftechnik hatte arbeiten wollen, verlor er am 28. Juni 2008 durch Aufgabe gegen Artemij Sitenikov. Erst nach dieser Niederlage sah er ein, dass er, um erfolgreich zu werden, seine Fähigkeiten im Bodenkampf stark verbessern musste.
Nachdem McGregor in den folgenden 2 Jahren seine Bodenkampftechnik verbessert hatte, feierte er in den Jahren 2011 und 2012 8 Siege in Folge und wurde Cage Warriors Featherweight Champion und Cage Warriors Lightweight Champion.

## Karriere in der UFC
Aufgrund der Erfolge bei Cage Warriors wurde die US-amerikanische Organisation UFC auf McGregor aufmerksam, bei der er im Februar 2013 einen Vertrag unterschrieb. Er feierte bei der UFC on Fuel Gala am 6. April 2013 sein Debüt gegen Marcus Brimage, den er per K.O. besiegen konnte. Am 17. August besiegte er Max Holloway, zog sich während des Kampfes jedoch einen Kreuzbandriss zu, wodurch er mehrere Monate pausieren musste. Bei seinem Comeback am 19. Juli 2014 gewann er in seiner Heimatstadt Dublin per TKO gegen Diego Brandao.
Im Jahr 2015 besiegte er Dennis Siver und durfte dadurch im Titelkampf gegen José Aldo antreten. Der Kampf musste jedoch aufgrund einer Verletzung Aldos verschoben werden, woraufhin McGregor stattdessen gegen Chad Mendes kämpfte, den er besiegte. Am 12. Dezember 2015 gewann er den Titelkampf gegen Aldo nach nur 13 Sekunden durch K. o. Dieser Knockout war bis dato der schnellste in der Geschichte der UFC-Titelkämpfe.
Am 5. März 2016 bei UFC 196 war ein Titelkampf mit dem UFC Leichtgewichtschampion Rafael dos Anjos angesetzt, mit dem Versuch von McGregor zum ersten UFC Dual-weight-Champion zu werden. Jedoch konnte dieser nicht absolviert werden, da dos Anjos einige Tage zuvor einen Fußbruch erlitten hatte. Deshalb musste McGregor innerhalb von 11 Tagen ins Weltergewicht aufsteigen, um den Kampf gegen den US-Amerikaner Nate Diaz bestreiten zu können. Da McGregor für den Kampf um zwei Gewichtsklassen ins Weltergewicht aufgestiegen war, stand sein Federgewichtstitel nicht auf dem Spiel. Obwohl McGregor in der ersten Runde dominierte, verlor er überraschend gegen Nate Diaz durch einen Rear Naked Choke (freies Würgen von hinten) in der zweiten Runde.
Bei UFC 202 am 20. August 2016 konnte McGregor den Rückkampf gegen Diaz durch eine Mehrheitsentscheidung der Punktrichter für sich entscheiden.
In UFC 205 gewann McGregor gegen den UFC Lightweight Champion Eddie Alvarez in der zweiten Runde durch Knockout. Somit ist er der erste UFC Champion, der zwei Titel gleichzeitig trägt.
Am 26. August 2017 fand in der T-Mobile Arena in Paradise ein Boxkampf gegen Floyd Mayweather Jr. statt. McGregor unterlag Mayweather in der zehnten Runde durch Technischen K. o. McGregor verdiente 75 Millionen Dollar an dem Kampf, fünfmal so viel wie bei seinem bestbezahlten UFC Fight.
Am 7. April 2018 wurde McGregor aufgrund von Inaktivität der UFC-Lightweight-Titel aberkannt. In der UFC 223 post-fight Pressekonferenz gab UFC-Präsident Dana White bekannt, dass der Titel des unangefochtenen UFC Lightweight Champions nun von Khabib Nurmagomedow geführt würde. Ursprünglich war eine Rückkehr McGregors in den Ring für den Herbst 2018 vorgesehen. McGregor sorgte jedoch für einen Eklat im Rahmen des UFC 223 Media Day am 5. April 2018, als er einen Bus mit schweren Stahlkonstruktionen bewarf und einem UFC-Kämpfer eine Schnittwunde durch die gebrochene Scheibe zufügte. Der damit zusammenhängende Gerichtsprozess sorgte für eine verspätete Rückkehr von McGregor. Nachdem er am 26. Juli 2018 vor Gericht auf schuldig plädiert und sich mit den Betroffenen auf einen Vergleich geeinigt hatte, wurde die Anklage nach einer verordneten Teilnahme an Sozialstunden und einem Anti-Aggressionstraining fallen gelassen. Somit muss er weder eine Gefängnisstrafe noch eine Deportation nach Irland befürchten. Nach der Freigabe, wieder Arbeitsverträge in den USA unterschreiben zu dürfen, wurde ein Kampf zwischen McGregor und Nurmagomedow um den UFC Lightweight Championship offiziell für UFC 229 in Las Vegas am 6. Oktober 2018 angekündigt. Er verlor den Kampf in der vierten Runde durch Submission.
Nach dem Kampf kam es zu Tumulten, als Nurmagomedow nach seinem Sieg aus dem Octagon kletterte und sich eine Schlägerei mit McGregors Teamkollegen Dillon Danis lieferte. Auf Handyaufzeichnungen ist zu sehen, wie Dillon den aufgebrachten Nurmagomedow vorher provozierte. Beide Parteien mussten daraufhin getrennt werden. UFC-Präsident Dana White kündigte Konsequenzen aus der Massenschlägerei an. So erhielten beide Fighter vorerst kein Geld aus diesem Kampf und Kopien des Filmmaterials wurden der Polizei von Las Vegas übergeben. Im Nachhinein wurden drei Mitglieder aus Nurmagomedows Team verhaftet und kurz darauf wieder freigelassen. Aus Sicherheitsgründen wurde auch keine übliche Siegerehrung durchgeführt, was Nurmagomedow, der unter starken Buhrufen und Polizeischutz, allerdings ohne Titelgürtel, aus der Halle eskortiert wurde, sehr verärgerte. Ihm drohten eine Sperre und die Aberkennung seines frisch verteidigten Titels. Nach einer Anhörung vor der Nevada Athletic Commission im Dezember desselben Jahres wurde McGregor rückwirkend ab dem 6. Oktober 2018 gesperrt und war somit ab dem 6. April 2019 wieder teilnahmeberechtigt; darüber hinaus musste er eine Strafe von 50.000 US-Dollar entrichten.
Im weiteren Verlauf des Jahres 2019 folgten eine Zivilrechtsklage eines Fans aufgrund eines mutmaßlichen Vorfalls von Sachbeschädigung vor einem Hotel in Miami Beach, die vor Gericht abgelehnt wurde sowie eine Schlägerei in einem Dubliner Pub, in deren Nachgang sich McGregor schuldig bekannte und eine Strafe von 1.000 Euro bezahlte. Bei seiner Rückkehr ins Octagon am 18. Januar 2020 besiegte McGregor Donald „Cowboy“ Cerrone innerhalb von 40 Sekunden durch technischen KO.
Anfang 2021 bestritt er den zweiten Kampf gegen Dustin Poirier in Abu Dhabi. McGregor verlor durch technisches Knockout in der zweiten Runde. Noch im selben Jahr fand der dritte Kampf statt, um die Trilogie zu vervollständigen. In der ersten Runde musste der Kampf aufgrund eines Beinbruchs von McGregor abgebrochen werden. Jedoch wurde dies erneut als technisches Knockout gewertet.

## Kontroversen und Verurteilungen

### Dubliner Vergewaltigungsurteil
Im November 2024 wurde McGregor in einem zivilrechtlichen Prozess wegen Vergewaltigung und Körperverletzung schuldig gesprochen. Er hatte 2018 eine Frau angegriffen und vergewaltigt. Im November 2024 verurteilte ihn ein Gericht daher zu fast 250.000 € Schadensersatz.

### Trump-Meeting und Äußerungen zur irischen Immigrationspolitik
Am 17. März 2025 war er zu Gast beim US-Präsident Donald Trump, kurz bevor der irische Regierungschef Micheál Martin empfangen wurde. Dort diffamierte er die Immigrationspolitik der irischen Regierung.

## Geschäftsunternehmungen
McGregor hat Werbeverträge mit Beats by Dre, Monster Energy, Reebok und Bud Light. Ab 2017 beliefen sich seine Werbeverträge auf 7 Millionen US-Dollar. Anfang 2018 unterzeichnete McGregor einen Vertrag mit Burger King.

### August McGregor
Kurz vor seinem Kampf mit Mayweather kündigte McGregor eine Modepartnerschaft mit der Schneidermarke David August an; die Marke heißt „August McGregor“. August hatte McGregor etwa drei Jahre zuvor über Dana White kennengelernt.

### Proper No. Twelve Irish Whiskey
Im September 2018 brachte McGregor Proper No. Twelve Irish Whiskey in Irland und den Vereinigten Staaten auf den Markt. Der Whisky ist nach dem Crumlin-Viertel in Dublin 12 benannt, in dem McGregor aufgewachsen ist.
Ende 2018 sagte McGregor, dass die Marke seit der Einführung „Hunderttausende“ Flaschen verkauft habe. McGregor bestätigte, dass die Marke den Vertrieb auf Großbritannien, Australien, Neuseeland, Russland und Kanada im Jahr 2019 ausweitet. Im Jahr 2021 wurde berichtet, dass McGregor und seine Geschäftspartner ihre Mehrheitsbeteiligung an dem Unternehmen an Proximo Spirits verkauften, das zuvor einen Anteil von 49 % hatte, für einen Deal im Wert von 600 Millionen US-Dollar.

### Benzinbombenangriff auf McGregors Pub
McGregors Pub The Black Forge Inn in Irland wurde am 12. Januar 2022 von Unbekannten mit einer Benzinbombe angegriffen, aber niemand wurde verletzt und kein Eigentum beschädigt. Es wurden keine Verhaftungen vorgenommen und der Vorfall wird von den irischen Behörden untersucht.

### Hollywood
Im Jahr 2022 wurde Conor McGregor zusammen mit dem Schauspieler Jake Gyllenhaal in einem Remake des Films Road House aus dem Jahr 1989 besetzt. Der Film wurde am 21. März 2024 auf Prime Video veröffentlicht.

## MMA-Statistik

### Liste der Amateurkämpfe
| Ergebnis | Rekord | Gegner          | Datum            | Veranstaltung         | Methode       | Runde | Zeit |
| -------- | ------ | --------------- | ---------------- | --------------------- | ------------- | ----- | ---- |
| Sieg     | 1-0    | Ciaran Campbell | 17. Februar 2007 | ROT – Ring of Truth 6 | TKO (Schläge) | 1     | 1:31 |

## Liste der Profikämpfe
| Ergebnis   | Profi-Rekord | Gegner                                                                   | Datum              | Veranstaltung                                    | Methode                                   | Runde | Zeit |
| ---------- | ------------ | ------------------------------------------------------------------------ | ------------------ | ------------------------------------------------ | ----------------------------------------- | ----- | ---- |
| Sieg       | 1-0          | „The Dumptruck“ Gary Morris                                              | 8. März 2008       | COT 2 – Cage of Truth                            | TKO (Schläge)                             | 2     |      |
| Sieg       | 2-0          | Mo Taylor                                                                | 3. Mai 2008        | Cage Rage – Contenders: Ireland vs. Belgium      | TKO (Schläge)                             | 1     |      |
| Niederlage | 2-1          | Artemij Sitenkov                                                         | 28. Juni 2008      | COT 3 – Cage of Truth                            | Aufgabe (Kneebar)                         | 1     | 1:09 |
| Sieg       | 3-1          | Stephen Bailey                                                           | 12. Dezember 2008  | K.O. – The Fight Before Christmas 1              | TKO (Schläge)                             | 1     | 1:22 |
| Sieg       | 4-1          | Connor „Done Deal“ Dillon                                                | 9. Oktober 2010    | CFC – Chaos Fighting Championships 7             | TKO (Aufgabe durch das Team)              | 1     | 4:22 |
| Niederlage | 4-2          | Joseph „Irish Joe“ Duffy                                                 | 27. November 2010  | CWFC 39 – The Uprising                           | Aufgabe (Arm-Triangle Choke)              | 1     | 0:38 |
| Sieg       | 5-2          | Hugh Brady                                                               | 12. Februar 2011   | CFC – Chaos Fighting Championships 8             | TKO (Aufgabe durch das Team)              | 1     | 2:31 |
| Sieg       | 6-2          | Mike Wood                                                                | 12. März 2011      | CC 8 – Fields vs. Redmond                        | KO (Schläge)                              | 1     | 0:16 |
| Sieg       | 7-2          | Paddy Doherty                                                            | 16. April 2011     | IFC – Immortal Fighting Championship 4           | KO (Schläge)                              | 1     | 0:04 |
| Sieg       | 8-2          | Artur „Kornik“ Sowinski                                                  | 11. Juni 2011      | CG 2 – Clash of the Giants                       | TKO (Schläge)                             | 2     | 1:12 |
| Sieg       | 9-2          | Aaron „Iron Fist“ Jahnsen                                                | 8. September 2011  | CWFC – Fight Night 2                             | TKO (Schläge)                             | 1     | 3:29 |
| Sieg       | 10-2         | „The Spartan“ Steve O’Keefe                                              | 18. Februar 2012   | CWFC 45 – Cage Warriors Fighting Championship 45 | KO (Schläge)                              | 1     | 1:33 |
| Sieg       | 11-2         | Dave Hill                                                                | 2. Juni 2012       | CWFC 47 – Cage Warriors Fighting Championship 47 | Aufgabe (Rear-Naked Choke)                | 2     | 4:10 |
| Sieg       | 12-2         | Ivan „Buki“ Buchinger                                                    | 31. Dezember 2012  | CWFC 47 – Cage Warriors Fighting Championship 51 | KO (Schläge)                              | 1     | 3:40 |
| Sieg       | 13-2         | „The Bama Beast“ Marcus Brimage                                          | 6. April 2013      | UFC on Fuel TV 9 – Mousasi vs. Latifi            | TKO (Schläge)                             | 1     | 1:07 |
| Sieg       | 14-2         | Max „Blessed“ Holloway                                                   | 17. August 2013    | UFC Fight Night 26 – Shogun vs. Sonnen           | Punktentscheidung (einstimmig)            | 3     | 5:00 |
| Sieg       | 15-2         | Diego „Ceara“ Brandao                                                    | 19. Juli 2014      | UFC Fight Night 46 – McGregor vs. Brandao        | TKO (Schläge)                             | 1     | 4:05 |
| Sieg       | 16-2         | „The Diamond“ Dustin Poirier                                             | 27. September 2014 | UFC 178 – Johnson vs. Cariaso                    | TKO (Schläge)                             | 1     | 1:46 |
| Sieg       | 17-2         | Dennis Siver                                                             | 18. Januar 2015    | UFC Fight Night 59 – McGregor vs. Siver          | TKO (Schläge)                             | 2     | 1:54 |
| Sieg       | 18-2         | Chad „Money“ Mendes UFC-Federgewicht-Interim-Weltmeisterschaft           | 11. Juli 2015      | UFC 189 – McGregor vs. Mendes                    | TKO (Schläge)                             | 2     | 4:57 |
| Sieg       | 19-2         | José „Scarface“ Aldo UFC-Federgewicht-Weltmeisterschaft                  | 12. Dezember 2015  | UFC 194 – McGregor vs. Aldo                      | KO (Schläge)                              | 1     | 0:13 |
| Niederlage | 19-3         | Nate Diaz                                                                | 5. März 2016       | UFC 196 – McGregor vs. Diaz                      | Aufgabe (Rear-Naked Choke)                | 2     | 4:12 |
| Sieg       | 20-3         | Nate Diaz                                                                | 20. August 2016    | UFC 202 – Diaz vs. McGregor 2                    | Punktentscheidung (Mehrheitsentscheidung) | 5     | 5:00 |
| Sieg       | 21-3         | „The Underground King“ Eddie Alvarez UFC-Leichtgewicht-Weltmeisterschaft | 12. November 2016  | UFC 205 – McGregor vs. Alvarez                   | TKO (Schläge)                             | 2     | 3:04 |
| Niederlage | 21-4         | Chabib Nurmagomedow UFC-Leichtgewicht-Weltmeisterschaft                  | 6. Oktober 2018    | UFC 229 – Khabib vs. McGregor                    | Aufgabe (Neck Crank)                      | 4     | 3:03 |
| Sieg       | 22-4         | Donald „Cowboy“ Cerrone                                                  | 18. Januar 2020    | UFC 246 – McGregor vs. Cowboy                    | TKO (Schläge)                             | 1     | 0:40 |
| Niederlage | 22-5         | „The Diamond“ Dustin Poirier                                             | 24. Januar 2021    | UFC 257 – Poirier vs. McGregor 2                 | KO (Schläge)                              | 2     | 2:32 |
| Niederlage | 22-6         | „The Diamond“ Dustin Poirier                                             | 10. Juli 2021      | UFC 264 - Poirier vs. McGregor 3                 | TKO (Fußverletzung)                       | 1     | 5:00 |

## Filmografie
- 2015 The Ultimate Fighter 22
- 2017 Conor McGregor – Notorious
- 2023 McGregor Forever
- 2023 The Ultimate Fighter 31
- 2024 Road House

## Videospiele
- 2014 EA Sports UFC
- 2016 Call of Duty:  Infinite Warfare
- 2016 EA Sports UFC 2
- 2018  EA Sports UFC 3
- 2020  EA Sports UFC 4
- 2023 EA Sports UFC 5
- 2024 Hitman 3